# Mahábalešvár
Mahábalešvár (anglicky Mahabaleshwar, maráthsky महाबळेश्वर) je město v indickém státě Maháráštra. Leží v pohoří Západní Ghát 120 km jihozápadně od Puné a má 12 737 obyvatel (rok 2011).
Mahábalešvár je oblíbeným rekreačním letoviskem na náhorní plošině obklopené stálezelenými lesy. Pramení zde posvátná řeka Krišna, roku 1215 byl na tomto místě králem Singhanem založen chrám, přestavěný koncem 19. století, kde voda vytéká z kamenné sochy krávy. Roku 1656 byla na příkaz krále Šivádžího vybudována strategicky významná pevnost Pratapgád, kterou roku 1818 dobyla Britská Východoindická společnost. Město založil roku 1829 britský generál John Malcolm (původně se jmenovalo Malcolmpeth, současný název znamená v sanskrtu „Bůh s velkou mocí“), díky vlahému horskému podnebí sloužilo jako letní sídlo bombajského guvernéra. Turistickými atrakcemi v okolí města jsou přehrady Venna a Dhom a vyhlídková místa Three Monkey Point, Wilson Point a Needle Hole Point, zdejší scenérie také často využívají bollywoodští filmaři. Půda a podnebí v okolí Mahábalešváru jsou příznivé pro pěstování brambor, mrkve a ovoce: jahod, malin a moruší, vyhlášený je i místní med. Plantáž Mapro Garden produkuje 85 % všech indických jahod, část úrody zpracovává konzervárna ve městě.